# Castanopsis fissa
Castanopsis fissa är en bokväxtart som först beskrevs av John George Champion och George Bentham, och fick sitt nu gällande namn av Alfred Rehder och Ernest Henry Wilson. Castanopsis fissa ingår i släktet Castanopsis och familjen bokväxter. Inga underarter finns listade.